# 美東サービスエリア
美東サービスエリア（みとうサービスエリア）は、山口県美祢市美東町真名にある中国自動車道のサービスエリア (SA) である。

## 道路
- E2A 中国自動車道

## 施設

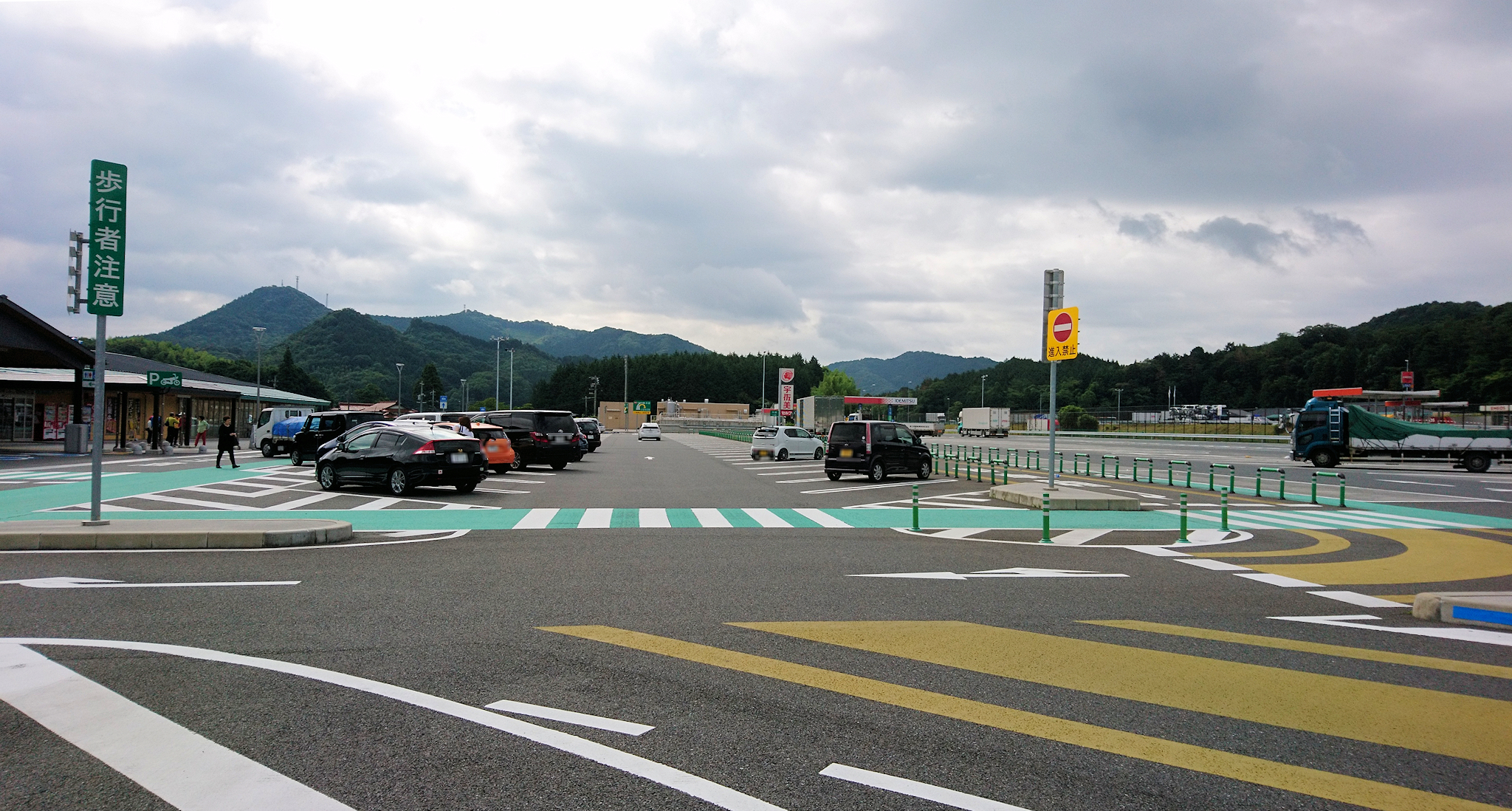
上り線（広島・大阪方面）全景。奥手に給油所がある。

### 上り線（広島・大阪方面）
- 駐車場[1]
  - 大型 57台
  - 小型 93台
  - 二輪 4台
  - トレーラー 2台
  - 身障者用
    - 大型 1台
    - 小型 3台
- トイレ[1]
  - 男性
    - 大 8器（和 2器、洋 6器）
    - 小 12器

  - 女性 30器（和 2器、洋 28器）
  - 身障者用 1器
- ガソリンスタンド（出光興産（西日本宇佐美）セルフ式、24時間）[1]
- 給電スタンド（24時間）[1]
- フードコート[1]
  - 麺処「瓦屋」（24時間）
  - 唐揚げ専門店「長州からあげ亭」（8:00 - 24:00）
  - 「ラーメン花月嵐」（11:00 - 23:00）
- ショッピングコーナー（24時間）[1]
- 宝くじ（9:00 - 17:00）[1]
- ATM（24時間）[1]
- FAX・コピーサービス（9:00 - 17:00）[1]
- インフォメーションコーナー（9:00 - 17:00）[1]
- ベビーコーナー（24時間）[1]
- ウェルカムゲート（駐車場 15台、24時間）[1]

### 下り線（下関・北九州方面）
- 駐車場[2]
  - 大型 45台
  - 小型 85台
  - 兼用 39台
  - 二輪 4台
  - トレーラー 2台
  - 身障者用
    - 大型 1台
    - 小型 3台
- トイレ[2]
  - 男性
    - 大 8器（和 2器、洋 6器）
    - 小 12器

  - 女性 30器（和 2器、洋 28器）
  - 身障者用 1器
- ガソリンスタンド（ENEOS（ミータス(株)） セルフ式、24時間）[2]
- 給電スタンド（24時間）[2]
- フードコート[2]
  - ちゃんぽん専門店「美東ちゃんぽん亭」（7:00 - 25:00）
  - 麺類「あきよし麺工房」（24時間）
  - 丼・定食「ごはん屋維新の里」（11:00 - 22:00）
- ショッピングコーナー（24時間）[2]
- 宝くじ（9:00 - 17:00）[2]
- FAX・コピーサービス（9:00 - 17:00）[2]
- インフォメーションコーナー（9:00 - 17:00）[2]
- ベビーコーナー（24時間）[2]
- ウェルカムゲート（駐車場 5台、24時間）[2]

## ギャラリー

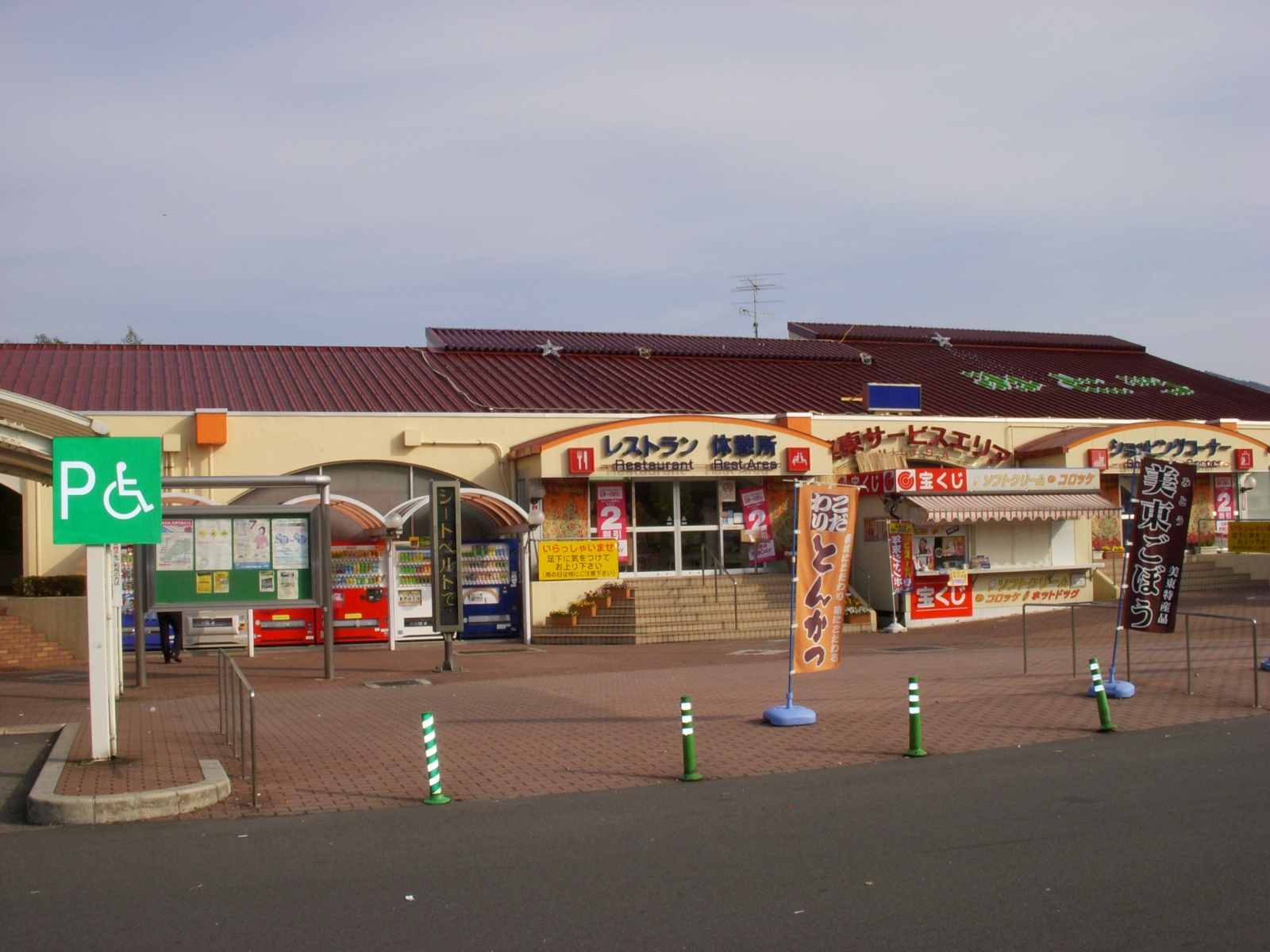
上り線側（旧・建物）
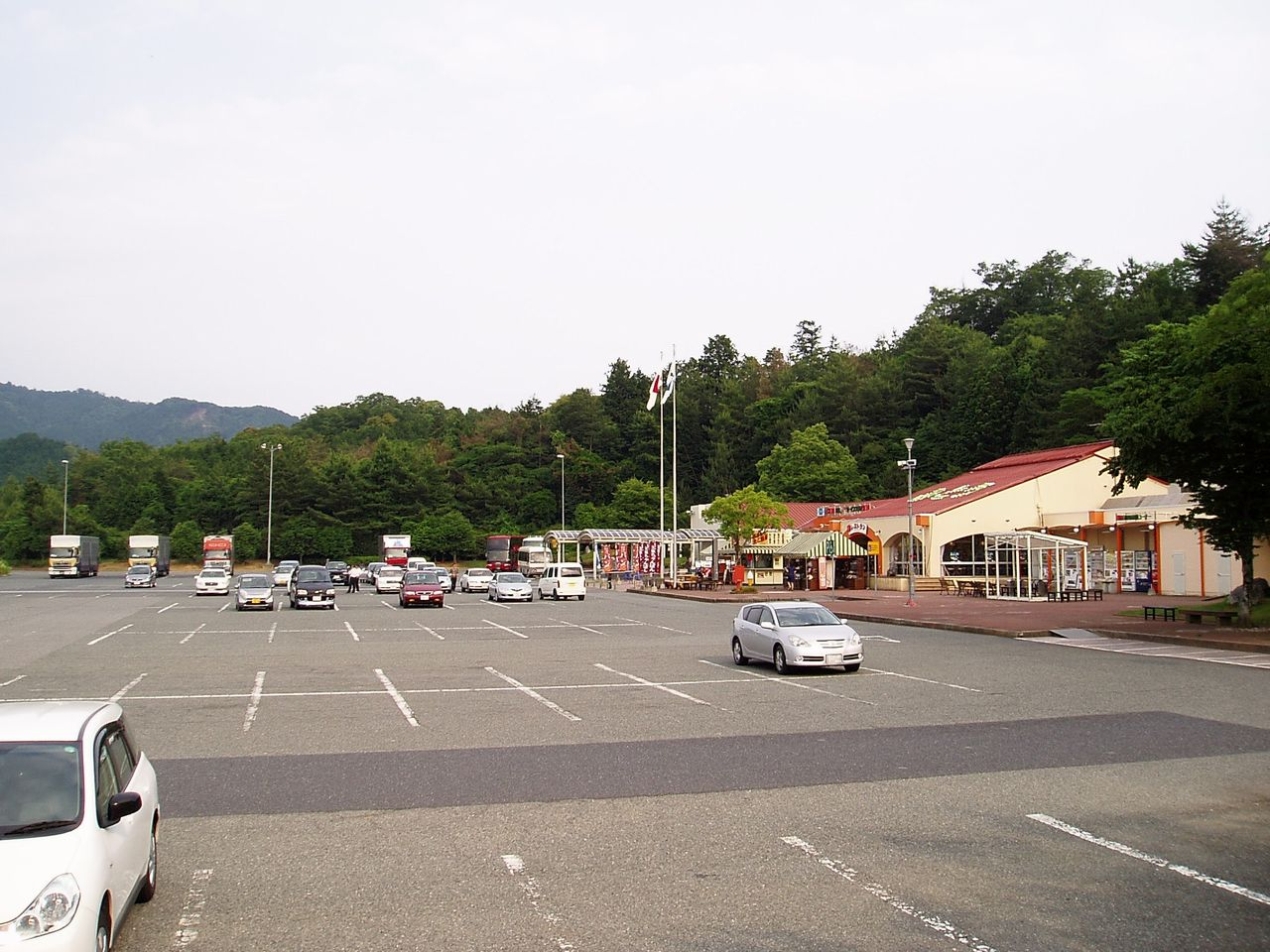
下り線側（旧・建物）
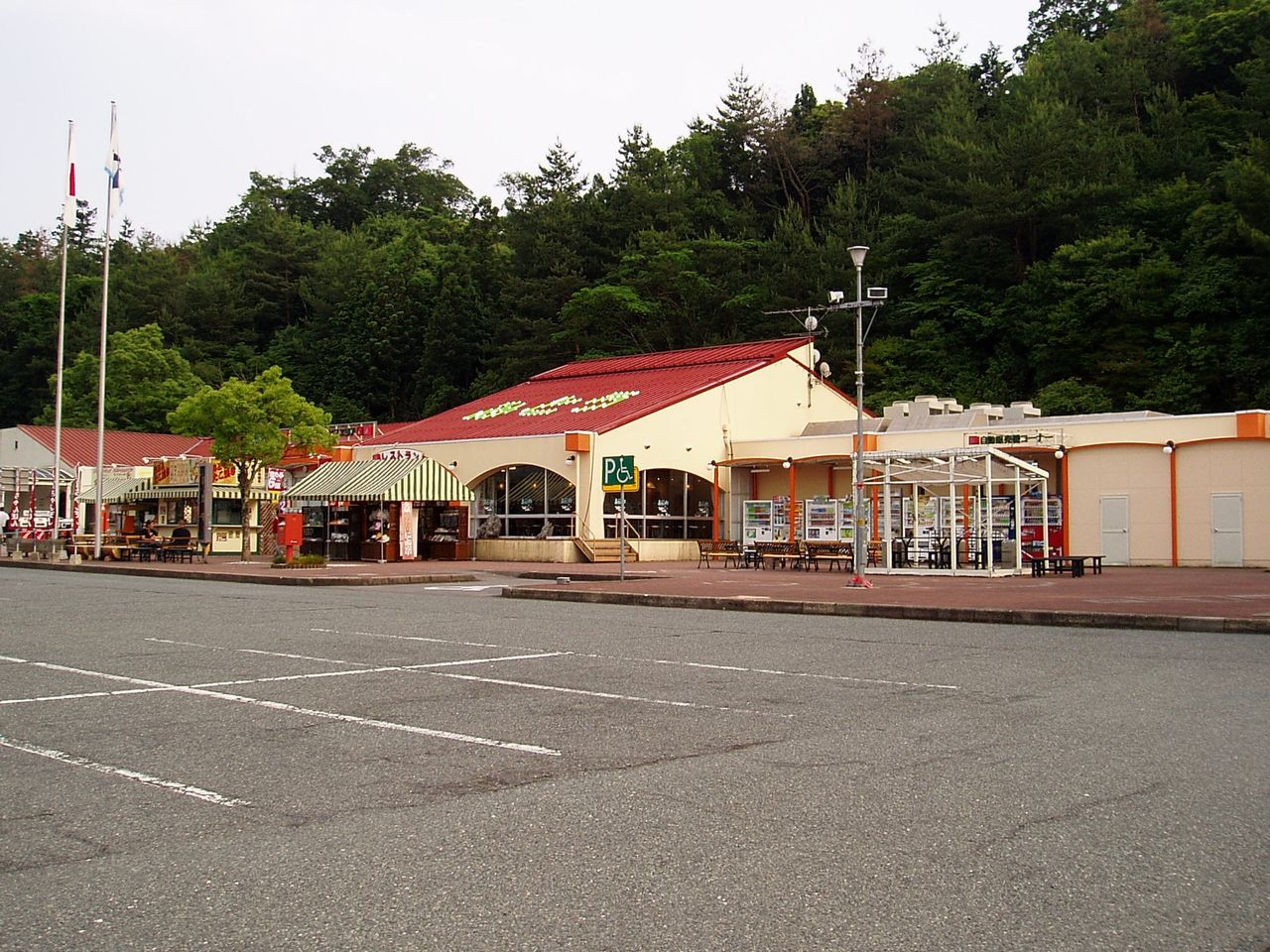
下り線側 売店施設（旧・建物）

## 隣
E2A 中国自動車道
(34/34-1)小郡IC/JCT - 美東SA - (34-2)美祢東JCT - (35)美祢IC/BS